# 超级幻影猫
《超级幻影猫》是由中國遊戲開發商Veewo Games制作，于2016年发行的一款獨立遊戲。次年7月，公司推出了续作《超级幻影猫2》。游戏以幻影世界為背景，玩家操控小白在横版平台闯关，发行后获得了外界的好评。

## 背景
《超级幻影猫》是由中國遊戲開發商Veewo Games制作，于2016年发行的一款獨立遊戲。其角色“超级幻影猫”原型为“Veewo董事长”Piggy Yeung 猪仔（一只真实的猫）。2017年7月，公司推出了续作《超级幻影猫2》。

## 玩法
游戏为卡通画风，以幻影世界為背景。在遊戲中，主角小白希望成为幻影喵获得超能力。玩家操控小白在横版平台闯关，并挑战游戏中出现的各种怪兽。操控熒幕上的方向键（续作中被取消）和跳跃键可以讓小白進行跑、跳、踩三大动作。遊戲中還有大量隐藏空间的存在，有些隐藏空间以发光星星做提示，有些則隱藏在正常的阻挡物下。通過挑战关卡，玩家可以解鎖後面的游戏关卡和新的主角人物。

## 反響
该游戏第一部曾在166个国家获得过App Store首页推荐，並曾登上Google Play2016年度「最佳獨立製作遊戲」和iOS2016年度十佳游戏。
Metacritic基於4份遊戲評論給予遊戲首作84分總評。《The Games Machine》的評論稱遊戲設法以一些不那麼困難或令人沮喪的東西去挑戰玩家。TouchArcade的內森·賴瑙爾給予遊戲4.5星評價，並評論道遊戲「充滿趣味，讓人玩得很開心」。
關於續作，Metacritic基於4份遊戲評論給予了其81分總評。Gamezebo認為，遊戲吸引人的畫風和酷炫的原音帶讓人感覺遊戲進行了一番升級。

## 外部連結
- iOS上的《超级幻影猫》 （页面存档备份，存于）
- Google Play上的《超级幻影猫》
- iOS上的《超级幻影猫2》 （页面存档备份，存于）